# 王陵基
王陵基（1883年9月10日—1967年3月17日），字方舟，绰号“王灵官”，四川省嘉定府樂山县人。中华民國陆军中将加上将衔。

## 生平

### 在川軍中崛起
王陵基出生于一个绸缎商人家庭。1903年（光緒29年）7月，王陵基入四川武備学堂速成班学习1年。其後，赴日本留学，先后入東斌学堂、成城学校。1906年（光緒32年）归国，加入四川的新軍，到西藏执行軍務。1908年（光緒34年）秋，四川陸軍軍官速成学校創設，王陵基自拉萨回到成都，担任该校翻译官。当時，四川省的保路運動发生，革命派活動积极，但王陵基拒绝了革命派的劝誘。
中華民国成立後，王陵基继续留在川軍并升任团長。1913年（民国2年），二次革命爆发，王陵基奉四川都督胡景伊之命击败了在重慶起义的革命派的熊克武。1915年（民国4年）12月，護国战争爆发，王陵基被任命为四川督軍陳宧手下的川軍第1師第4团团長，同护国军作战，很快升任第3師第5旅旅長。1916年（民国5年）5月22日，陳宧倒向护国军并发表四川独立宣言，袁世凱改任周骏为署督理四川军务。6月，虽然袁世凯已死，周骏仍命令王陵基进据资中，压境成都，迫逐陳宧，25日，周骏、王陵基入成都，不久二人被蔡锷派来的滇军打败。8月7日，王陵基被免职，部下由蔡锷接管。后来王陵基出任山東省的烟台鎮守使。尽管他四处活动希望取得北京政府中央要職，但未果。
1921年（民国10年）2月，王陵基到重慶投靠川軍第2軍軍長杨森，被任命为该軍参謀長。随後，他作为楊森手下的川軍指揮官参与作战，翌年楊森敗北而暂时逃到湖北省，王陵基则留在四川。1923年（民国12年）7月，劉湘出任四川善後督办，王陵基转而成为其手下。翌年，王陵基升任第28混成旅旅長，1925年（民国14年）升任川軍第3師師長兼江巴衛戌司令。

### 国民政府時代
1926年（民国15年）12月，随着北伐取得進展，劉湘转投国民政府，被任命为国民革命軍第21軍軍長，王陵基任该軍第3師師長兼重慶衛戌司令。翌年，四川省内因南京事件而反对列強的民衆在重慶举行示威，王陵基武力镇压，肃清了领导示威的中国共产党，酿成三·三一惨案。此外，重慶的軍官学校創設后，王陵基任副校長（校長劉湘）并实际主持校务。
1931年（民国20年），奉劉湘之命，王陵基代理長江上遊剿匪总指揮，讨伐湖北省的中国共産党（中国工农紅軍）根据地。回到四川後的1933年（民国22年）7月，刘湘被任命为四川剿匪总司令，后来王陵基任其手下第5路总指揮，负责迎击長征途中的中国工农紅軍，王陵基所率第5路軍因缺乏合作，被紅軍接连突破而遭失敗。同年末，王陵基被罷免。此後2年間，王陵基在上海閑居。1936年（民国25年）春，应劉湘之邀回到四川，出任四川省保安司令部保警处長兼代理保安司令。
抗日战争爆发后，1938年（民国27年）王陵基任第30集团軍总司令兼第72軍軍長，奔赴前线。此后，他陆续参加了南浔会战、長沙会战、南昌会战。1939年（民国28年）6月，任第九战区副司令長官兼第30集团軍总司令，驻扎江西省修水县。1943年（民国32年）春，获授陸軍上将銜。1945年（民国34年）春，当选中国国民党第6届中央執行委員。

### 国共内战与晩年
戰後，王陵基升任第七綏靖区司令官，尽力肃清中国共産党。1946年（民国三十五年）3月，任江西省政府主席。1946年7月31日国民政府令陆军上将王陵基退为备役。
1948年（民国三十七年）4月，回到四川省任四川省政府主席。
1949年（民国三十八年）夏，为迎擊中国人民解放軍，王陵基出任四川反共救国軍总司令，年末敗退至雅安。1949年12月11日，四川省鄧錫侯、劉文輝、潘文華聯合投向中国共产党。其最後的直属部隊也投向中国共产党方面，是为彭县起义。王陵基乃化装逃亡，途中被中国人民解放軍逮捕。此後王陵基一直被关押，直到1964年12月获得特赦释放。释放时，王陵基患有老年病高血压、心脏病，乃住进医院治疗。1967年3月17日，王陵基在北京市被红卫兵批斗后病逝。享年85岁（满83歲）。